# Photthavong Sangvilay
Photthavong Sangvilay (* 16. Oktober 2004 in Pakse) ist ein laotischer Fußballspieler.

## Karriere

### Verein
Photthavong Sangvilay spielte von Januar 2020 bis Juni 2025 beim Erstligisten Ezra FC in der laotischen Hauptstadt Vientiane unter Vertrag. Am Ende der Saison 2024/25 feierte er mit dem Verein die laotische Meisterschaft. Am 8. März 2025 stand der mit Ezra im Finale des Lao FF Cup. Hier bezwang man in den Young Elephants FC mit 2:1 in der Verlängerung. Nach insgesamt 59 Ligaspielen wechselte er im Sommer 2025 auf Leihbasis zum thailändischen Erstligisten BG Pathum United FC.

### Nationalmannschaft
Photthavong Sangvilay spielt seit 2021 für die Nationalmannschaft von Laos. Sein Debüt gab er am 12. Dezember 2021 im Rahmen der Südostasienmeisterschaft im Gruppenspiel gegen Indonesien. Bisher bestritt er sechs Spiele in der Nationalmannschaft.

## Erfolge
Ezra FC
- Laotischer Meister: 2024/25
- Laotischer Pokalsieger: 2024/25